# 木乃下真市
木乃下 真市（きのしたしんいち、1965年 - ）は、日本の津軽三味線奏者。和歌山県出身。
3歳より芸人だった父から三味線の手ほどきを受け、10歳より本格的に津軽三味線を始める。津軽三味線全国大会歴代A級チャンピオン山田千里杯争奪戦（青森県弘前市）で初代チャンピオンに輝くなど多数の賞を受賞。正調の津軽三味線の演奏のほかに、ツガル・フュージョンとして現代的な演奏スタイルや、バイオリンなどとのコラボレーションも積極的に行っている。2004年10月1日より、それまでの木下伸市から木乃下真市に改名。

## 来歴
- 1965年 - 3歳より芸人だった父から三味線の手ほどきを受け、10歳より本格的に津軽三味線を始める。
- 1982年 - 17歳でNHK邦楽オーディションに津軽三味線で合格。
- 1986年 - 津軽三味線全国大会（青森県弘前市）86年、87年連続優勝。この頃より、伊藤多喜雄バンドの重要なメンバーとして活躍。
- 1993年 - 「木下伸市グループ」を結成し、オリジナルの「津軽三味線ロック」を発表。
- 1999年 - ハンガリーのバイオリニスト、ロビー・ラカトシュとNHKの番組で共演。これ以後、コラボCDの発売や、コンサートでも数度共演している。
- 2000年 - 5月、津軽三味線全国大会歴代A級チャンピオン山田千里杯争奪戦が行われ、初代チャンピオンに輝く。10月に和歌山市文化奨励賞受賞。
- 2001年 - 7月　松橋礼香と結婚
- 2004年 - 10月1日より、それまでの木下伸市から木乃下真市に改名。

## 人物
- 礼儀正しく気さくな人柄で、たとえ年下・目下であろうと初対面の者には敬語で応ずる。また各種津軽三味線コンクールでは、ファンのサインや握手にすべて笑顔で応じている。
- 津軽三味線に対する姿勢はきわめてストイックで厳しいが、修業中の者にアドバイスを与えたり、質問に丁寧に答えたりする。
- 上妻宏光や福士豊秋らと親しく、同じ舞台にしばしば上がっている。
- かつてはやんちゃ坊主で、ケンカでは負け知らずだったと自著で語っている。
- 津軽三味線が、本来の民謡を離れて独奏のみの楽器となったり、演奏よりもパフォーマンスが過大に評価される現状は危険であるとインタビューで語っている。
- 目標とする奏者は、白川軍八郎と木田林松栄である。また、これら津軽三味線草創期の天才と呼ばれる奏者には、自分は一生かかっても絶対に追いつけないとインタビューで語っている。

## 音楽

### CDアルバム
- 魁kai: Tsugaru Fusion（2001年11月）
- 傳den: King Of Tsugaru （2001年11月）
- 遭遇（2002年6月）※ロビー・ラカトシュとの共演
- 承（2003年2月）
- パッション!（2004年12月）